# 西科尔多凡州
西科尔多凡州（阿拉伯语：‎，羅馬化：Gharb Kurdufan）是苏丹的18个州之一。在2006年，它有111,373平方千米的面积和1,320,405人口。首府富拉。
2005年8月，西科尔多凡州被并入南科尔多凡州和北科尔多凡州。2013年7月，西科尔多凡州重建。